# Astroballe
Die Astroballe, oder auch L'Astroballe, ist eine Mehrzweckhalle im Stadtviertel Cusset der französischen Gemeinde Villeurbanne, Region Auvergne-Rhône-Alpes. Die am Boulevard périphérique de Lyon in der Métropole de Lyon liegende Arena wird hauptsächlich vom Basketballverein ASVEL Lyon-Villeurbanne, durch Sponsoringvertrag LDLC ASVEL aus der LNB Pro A, genutzt. Zu Basketballbegegnungen bieten sich 5556 Plätze.

## Geschichte
Die 1995 eröffnete Halle grenzt nördlich direkt an das Stade Georges-Lyvet, in dem die Rugby-Union-Mannschaft des Clubs, ASVEL Rugby, ihre Heimspiele austrägt. Neben Basketball finden u. a. auch Partien im Handball im Astroballe statt. Wenige Tage vor der Handball-Europameisterschaft der Frauen 2010 in Norwegen und Dänemark wurde am 2. Dezember das Vorbereitungsländerspiel zwischen Frankreich und Russland in Villeurbanne ausgetragen. Es war eine Neuauflage des Endspiels der Handball-Weltmeisterschaft 2009, dass die Russinen mit 22:25 gewannen.
Die Halle ist für die Anforderungen der Basketball-EuroLeague zu klein. Im Juli 2016 wurden Pläne für eine neue Halle namens ASVEL Arena mit 10.500 Plätzen und Kosten von 45 bis 55 Mio. Euro präsentiert, die auf dem Gelände des Stade Georges-Lyvet 2020 fertiggestellt werden sollte. Im Juni 2019 unterzeichneten die beiden Präsidenten Tony Parker (ASVEL) und Jean-Michel Aulas (Olympique Lyon) einen Partnerschaftsvertrag mit 25-prozentigen Minderheitsbeteiligung von OL an LDLC ASVEL und Lyon ASVEL Féminin. Aulas plant seit längerem den Bau einer Mehrzweckhalle auf dem Gelände um das Groupama Stadium. Die Veranstaltungsarena in Décines-Charpieu (Métropole de Lyon) soll bei Konzerten maximal 15.000 bis 16.000 Plätze bieten. Zu Basketballspielen sollen 12.000 Zuschauer Platz finden. Hinzu kommt ein großer Seminarraum mit 3000 Plätzen. Sie soll 2023 oder 2024 bereitstehen. Bis dahin wird ASVEL im Astroballe verbleiben. Nach dem Bekanntwerden der Partnerschaft gab Jean-Paul Bret, der Bürgermeister von Villeurbanne, die Aufgabe der Pläne für einen Hallenneubau bekannt.
Am 15. Dezember 2020 stimmte der Stadtrat von Lyon mit 104:12 für den Bau der Mehrzweckarena. Am 23. November 2023 wurde die neugebaute LDLC Arena mit dem Spiel ASVEL gegen den FC Bayern München (100:101) eröffnet.